# National Bank Challenger Saguenay 2012
Il National Bank Challenger Saguenay 2012 è stato un torneo di tennis facente parte della categoria ITF Women's Circuit nell'ambito dell'ITF Women's Circuit 2012. È stata la 7ª edizione del torneo che si è giocata a Saguenay in Canada dal 22 al ottobre 2012 su campi in cemento indoor e aveva un montepremi di $50,000.

## Partecipanti

### Teste di serie
| Nazionalità | Giocatrice          | Ranking* | Testa di serie |
| ----------- | ------------------- | -------- | -------------- |
| Stati Uniti | Melanie Oudin       | 98       | 1              |
| Stati Uniti | Irina Falconi       | 143      | 2              |
| Canada      | Heidi El Tabakh     | 149      | 3              |
| Stati Uniti | Maria Sanchez       | 151      | 4              |
| Stati Uniti | Jessica Pegula      | 153      | 5              |
| Canada      | Eugenie Bouchard    | 167      | 6              |
| Stati Uniti | Madison Keys        | 171      | 7              |
| Canada      | Marie-Ève Pelletier | 200      | 8              |

- Ranking al 22 ottobre 2012.

### Altre partecipanti
Giocatrici che hanno ricevuto una wild card:
- Rebecca Marino
- Charlotte Petrick
- Erin Routliffe
- Carol Zhao

Giocatrici che sono passate dalle qualificazioni:
- Jan Abaza
- Victoria Duval
- Alexandra Mueller
- Piia Suomalainen
- Macall Harkins (Lucky Loser)
- Françoise Abanda (Lucky Loser)

## Vincitori

### Singolare
Madison Keys ha battuto in finale  Eugenie Bouchard con il punteggio di 6–4, 6–2

### Doppio
Gabriela Dabrowski /  Alla Kudrjavceva hanno battuto in finale  Sharon Fichman /  Marie-Ève Pelletier con il punteggio di 6–2, 6–2